# Budapest–Újszász–Szolnok-vasútvonal
A Budapest–Újszász–Szolnok-vasútvonal a MÁV 120a számú vonala. Kétvágányú, villamosított vasútvonal, a nemzetközi törzshálózat tagja. Budapesti elővárosi vonal. Folytatása a 120-as számú Budapest-Békéscsaba-Lőkösháza(-Arad) vonalszakasz. Hossza 100 km.

## A pálya
A vasútvonal Budapestről indulva Rákosig közös nyomvonalon halad a 80a számú vonallal. Ezután délkelet-keleti irányban a Pesti-síkságot elhagyva átszeli a Gödöllői-dombság déli lankáit, majd a Tápió folyó vidékén keresztül haladva éri el a Zagyva mentét és Újszászt. Innen délkeletnek fordulva Szolnokig a 82, a 86 számú és ez a vasútvonal közös nyomvonalon halad. Budapesttől Gyömrőig a pálya emelkedik (4-5‰), onnan Tápiószecsőig lejt (3-4‰). Tápiószecsőtől Szolnokig szinte teljesen sík terepen halad a pálya, esése jelentéktelen (1-2‰).
| Kezdőpont         | Végpont      | Hossz [km] | Sebesség [km/h]                        |
| ----------------- | ------------ | ---------- | -------------------------------------- |
| Keleti pályaudvar | Rákos        | 8          | 80                                     |
| Rákos             | Nagykáta     | 47         | 100                                    |
| Nagykáta          | Tápiószele   | 13         | 60 Tápiószentmártonig jobb vágányon 40 |
| Tápiószele        | Tápiógyörgye | 6          | 100                                    |
| Tápiógyörgye      | Újszász      | 10         | 80                                     |
| Újszász           | Szolnok      | 16         | 100                                    |

## Története
A vonalat 1882. március 12-én adták át a forgalomnak. Azért volt szükség még egy Budapest–Szolnok vonal megépítésére, mert a másik a magántulajdonú OMÁV vezetésében volt, és a Magyar Államvasutaknak szüksége volt egy saját pályára is (ami a saját pályaudvarára, a Józsefvárosi, később a Keleti pályaudvarra futott be). 1907-1911 között épült a második vágány, amit a második világháború után felszedtek és csak az 1963-1967 közötti pályarekonstrukció során építették vissza. Ezt 1968-ban Domino 55 típusú biztosítóberendezés üzembe helyezése követte, majd 1973-ban villamosították a vonalat. A 2000-es években jelentős változások történtek. Tíz év alatt lezajlott a Bhv kocsipark felújítása, újjáépült a Rákos – Maglód szakasz 2000-2002 között, majd ezt követően a Sülysáp – Tápiószecső és az Újszász – Szolnok közötti szakasz is, továbbá megújult néhány állomás és megállóhely. 2005-2008 között tartott a Tápiószecső – Nagykáta állomások közötti pályafelújítás. Legutóbb 2017-ben a legrosszabb állapotú Tápiógyörgye és Újszász közötti pályán dolgoztak. A rekonstrukciók során UIC 60-as síneket alkalmaztak, rugalmas és korszerű SKL-14 típusú sínleerősítéssel.
E vonalszakaszt a MÁV Zrt. megbízásából a MÁVÉPCELL Kft újította fel, az Európai Beruházási Banktól kapott hitelből. 2010-ben új P+R és B+R (kerékpározz és utazz) parkolókkal bővült néhány állomás a vonalon, az Új Magyarország fejlesztési terv részeként. Ezek a következők: Gyömrő, Sülysáp, Tápiószecső, Szentmártonkáta, Nagykáta. A parkolókban térfigyelő kamerák vigyáznak a járművekre.

## Forgalom
Magyarország negyedik legforgalmasabb elővárosi vasútvonala. 2019-ben átlagosan 22878 fő utazott rajta naponta. Jellegzetessége azonban, hogy ez szinte kizárólag csak a fővárosba irányuló hivatásforgalomból áll. Ennek eredményeképpen a vonatok csúcsidőszakban igen zsúfoltak, máskor azonban kisebb kihasználtságúak.
A vonalon 2006. december 10. óta ütemes menetrend van érvényben. Ennek megfelelően kétóránként indulnak gyorsvonatok Békéscsabára, óránként zónázó vonatok Szolnokra, melyek Sülysápig csak Rákos és Kőbánya felső állomásokon állnak meg, utána mindenhol. 2010. december 12. óta munkanapokon 30 percenként, hétvégén 60 percenként közlekedik Sülysápra illetve Sülysápról személyvonat, amelyek minden állomáson és megállóhelyen megállnak (napközben a Rákos-Sülysáp közötti megállókat ezek szolgálják ki); valamint hajnalban Nagykátáról 20-30 percenként. A vonalon Intercity-k (nemzetköziek is) közlekednek, azonban nem állnak meg Budapest-Keleti pályaudvar és Szolnok között. A munkanapi csúcsidőszakban Budapestről óránként Szolnokig, azonban az első és pénteken a második is csak Nagykátáig közlekedő gyorsított személyvonat is indul. A reggeli időszakban 20 percenként közlekednek mind a helyi, mind a gyorsított személyvonatok a főváros irányába.
Abonyi út megállóhelyen jelenleg csak 1 vonat áll meg erről a vonalról közlekedve.

## Járművek
A vonalon MÁV-START 431 és 432-es és MÁV-START 630-as mozdonyok teljesítenek szolgálatot. 2010-től megjelentek a MÁV-START 470 sorozatú; MÁV-START 480 sorozatú valamint a Rail Cargo Hungaria által működtetett ÖBB 1116-os sorozatú Taurusok is. A vonalon a Magyarországon működő valamennyi magánvasút mozdonyai is futnak. Egyaránt közlekednek erre  EuroCity-, InterCity-, gyors-, személy-, zónázó-, gyorsított, tehervonatok is. Személyvonatként általában mozdony + 4/5/6 kocsi + vezérlőkocsi összeállítású ingavonatok közlekednek. Ezek nagy része a Bombardier által Dunakeszin felújított Bhv betűjelű "fecske" személykocsikból áll.
2012 őszétől a Stadler által gyártott FLIRT (MÁV-START 415) korszerű motorvonatok is közlekednek, melyek hétköznap kizárólag az S60-as, hétvégén pedig néhány Z60-as vonaton is fellelhetőek.
2021 őszétől Stadler KISS motorvonat is közlekedik a vonalon.

## Fejlesztések
A vonal állapota nagyon leromlott az elmúlt években. A felújításokból kimaradt szakaszokon (például: Nagykáta – Tápiószele) 40–60 km/h-ra csökkent az engedélyezett sebesség. A vonalon nem várhatóak komolyabb fejlesztések. A MÁV ezeken a szakaszokon tervezi a 100 km/h-s sebesség újbóli elérését.

## Járatok
A lista a 2024–2025-ös menetrend adatait tartalmazza.

| Vonat                   | Útvonal                                                                                            |
| személyvonatok          | személyvonatok                                                                                     |
| ----------------------- | -------------------------------------------------------------------------------------------------- |
| S60                     | Budapest-Keleti – Sülysáp (– Nagykáta – Szolnok)                                                   |
| G60                     | Budapest-Keleti – Sülysáp – Nagykáta – Szolnok                                                     |
| Z60                     | Budapest-Keleti – Sülysáp – Nagykáta – Szolnok                                                     |
| S820                    | Szolnok – Újszász – Jászberény – Hatvan                                                            |
| személy                 | Szolnok – Újszász – Jászapáti – Vámosgyörk                                                         |
| IR 18700/18701 VITORLÁS | Szolnok – Nagykáta – Sülysáp – Budapest-Kelenföld – Székesfehérvár – Siófok – Fonyód               |
| sebesvonatok            | |
| 7509                    | Lőkösháza – Békéscsaba – Mezőtúr – Szolnok – Nagykáta – Budapest-Keleti (csak Budapest felé)       |
| InterCity               | |
| IC 752-7507 BÉKÉS       | Budapest-Keleti – Szolnok – Mezőtúr – Békéscsaba (– Lőkösháza)                                     |
| nemzetközi vonatok      | |
| IC 370/371 ZARÁND       | Budapest-Keleti – Szolnok – Mezőtúr – Békéscsaba – Lőkösháza – Arad                                |
| IC 374/375 MAROS        | Budapest-Keleti – Szolnok – Mezőtúr – Békéscsaba – Lőkösháza – Arad                                |
| IC 376/379 KÖRÖS        | Budapest-Keleti – Szolnok – Mezőtúr – Békéscsaba – Lőkösháza – Arad                                |
| IC 377/378 BÉGA         | Budapest-Keleti – Szolnok – Mezőtúr – Békéscsaba – Lőkösháza – Arad - Temesvár                     |
| IC 74/75 CLAUDIOPOLIS   | Budapest-Keleti – Szolnok – Mezőtúr – Békéscsaba – Lőkösháza – Kolozsvár                           |
| IC 76/77 FOGARAS        | Budapest-Keleti – Szolnok – Mezőtúr – Békéscsaba – Lőkösháza – Brassó                              |
| IC 472/473 ISTER        | Budapest-Keleti – Szolnok – Mezőtúr – Békéscsaba – Lőkösháza – Brassó – Bukarest                   |
| IC 72/73 TRAIANUS       | Budapest-Keleti – Szolnok – Mezőtúr – Békéscsaba – Lőkösháza – Temesvár – Bukarest                 |
| IC 78/79 MUNTENIA       | Budapest-Keleti – Szolnok – Mezőtúr – Békéscsaba – Lőkösháza – Temesvár – Bukarest                 |
| IC 336/367 HARGITA      | Budapest-Keleti – Szolnok – Püspökladány – Biharkeresztes – Nagyvárad – Kolozsvár – Brassó         |
| IC 406/407 CORONA       | Budapest-Keleti – Szolnok – Püspökladány – Biharkeresztes – Nagyvárad – Kolozsvár – Brassó         |
| 9/10 TRANSCARPATHIA     | Budapest-Keleti – Szolnok – Debrecen – Nyíregyháza – Záhony – Munkács – Kijiv                      |
| EC 346/347 DACIA        | Bécs – Hegyeshalom – Győr – Budapest-Keleti – Szolnok – Békéscsaba – Lőkösháza – Brassó – Bukarest |
| EC 143/146 TISZA        | Bécs – Hegyeshalom – Győr – Budapest-Keleti – Szolnok – Debrecen – Záhony                          |
| EC 686/687 SZAMOS       | Bécs – Hegyeshalom – Győr – Budapest-Keleti – Szolnok – Püspökladány – Nyírábrány – Nagybánya      |
| EC 140/149 HORTOBÁGY    | Bécs – Hegyeshalom – Győr – Budapest-Keleti – Szolnok – Debrecen – Záhony                          |

## Galéria

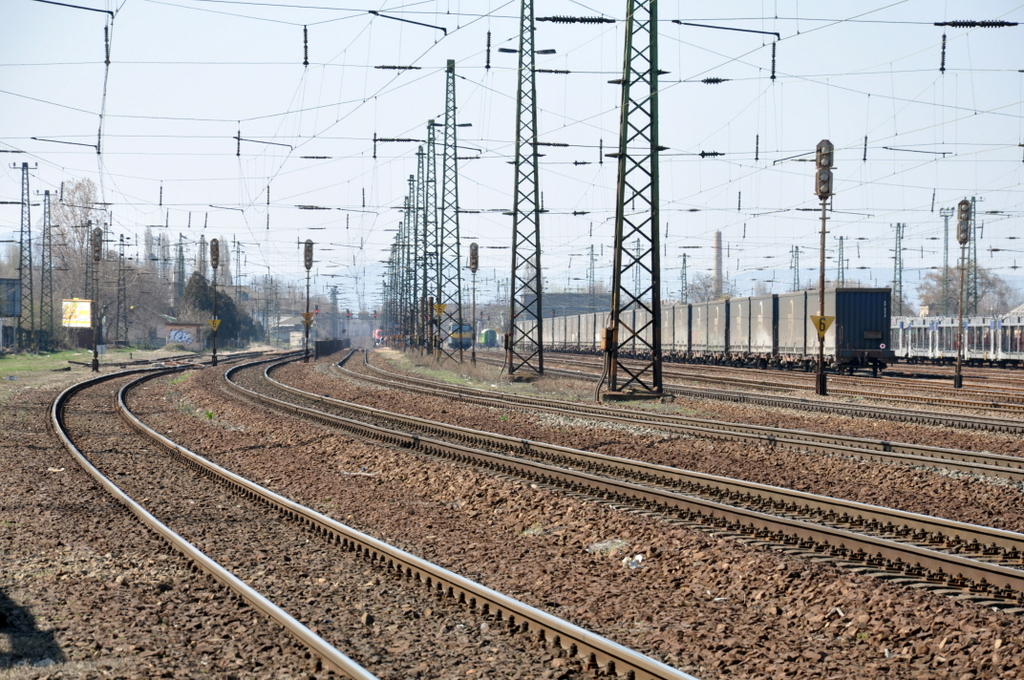
Rákos
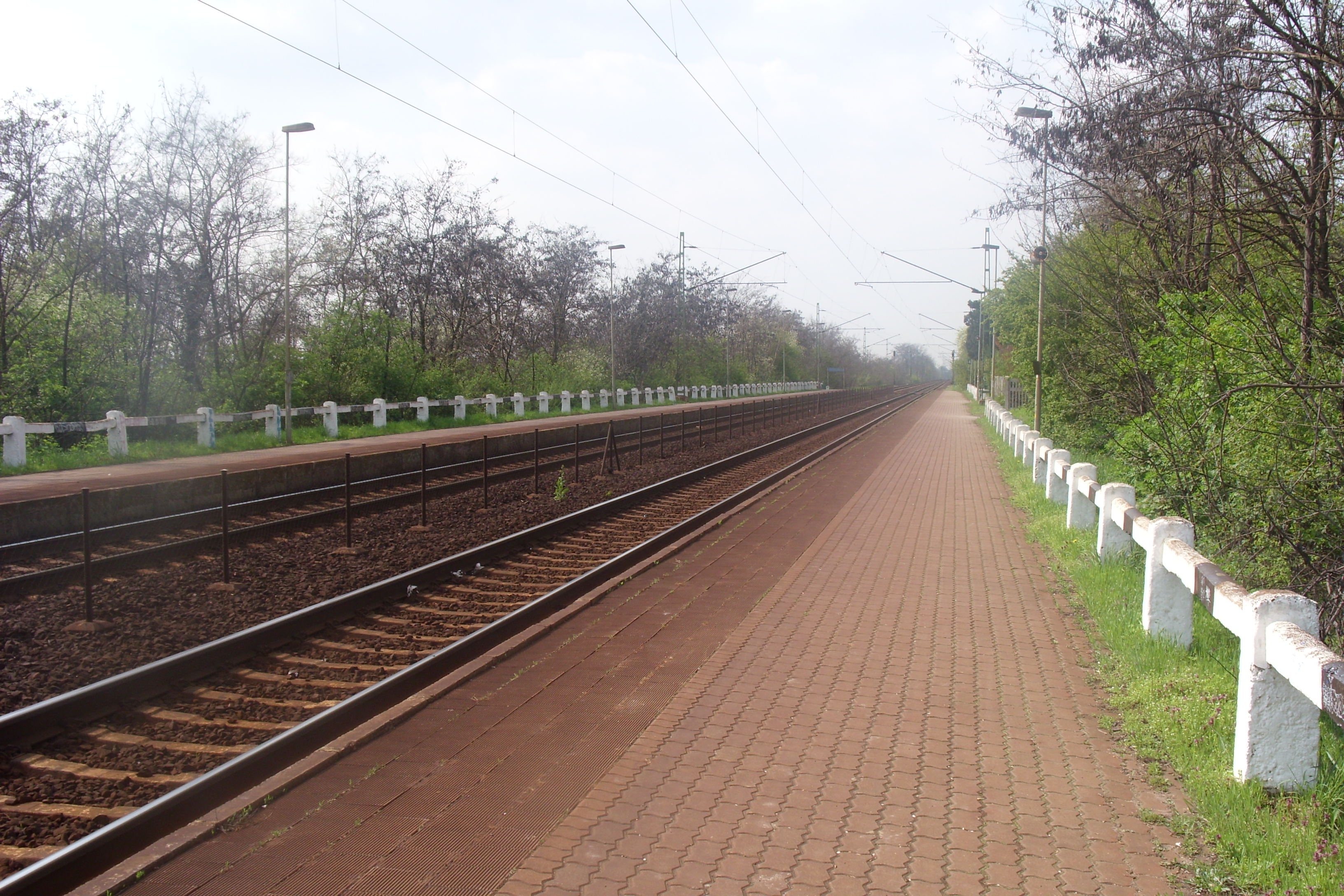
Rákoskert
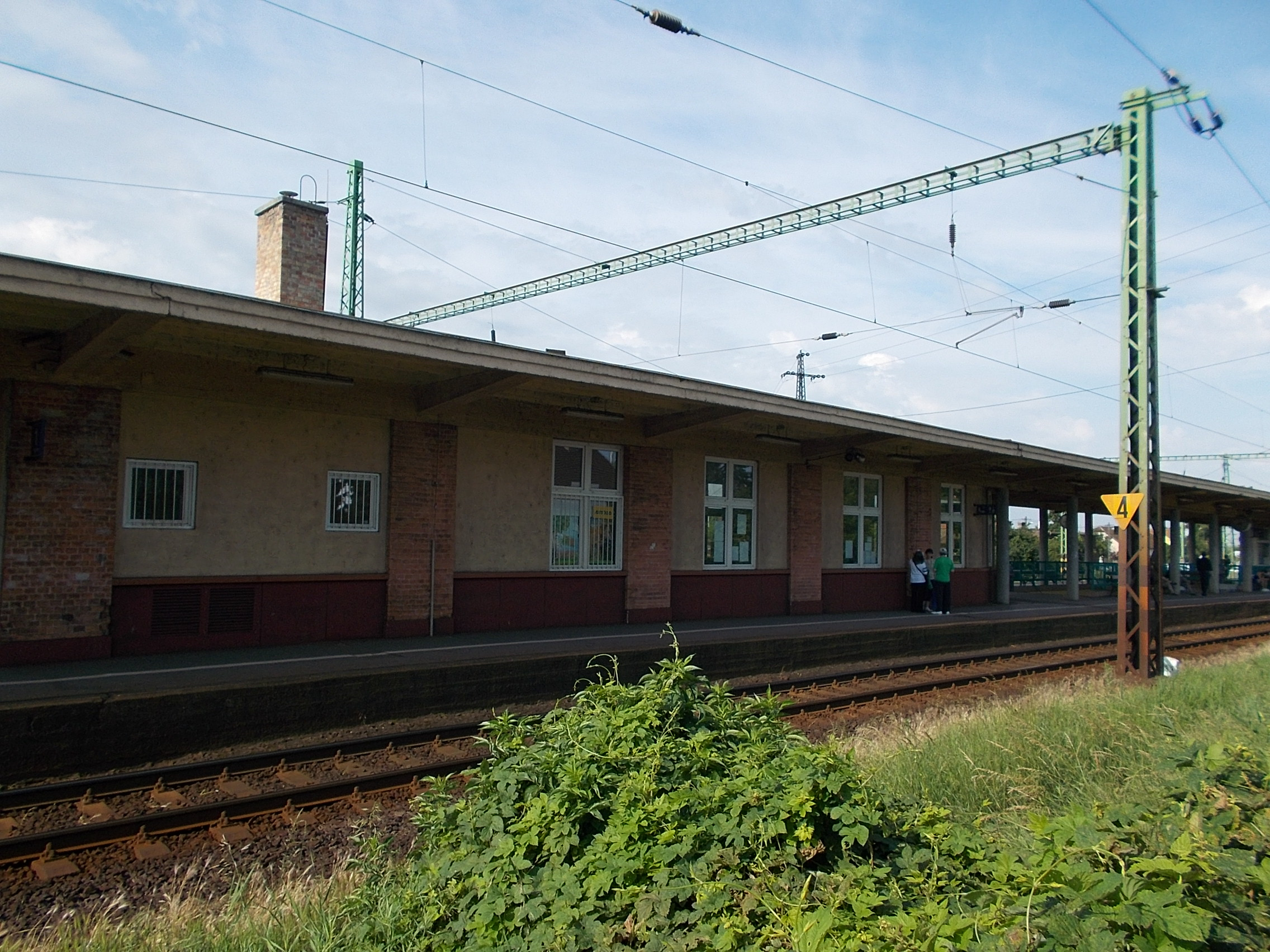
Gyömrő
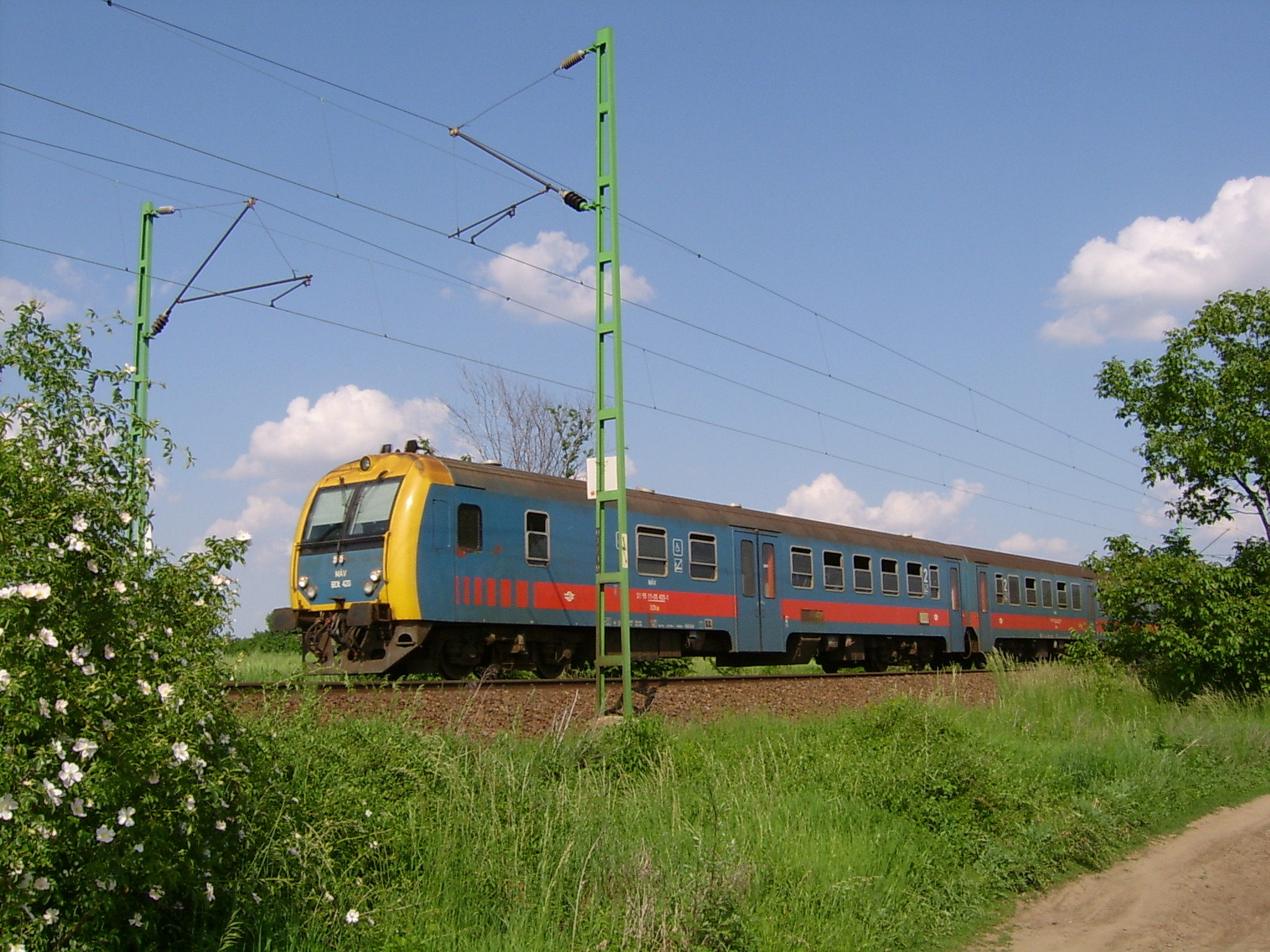
Személyvonat halad Gyömrő és Maglódi nyaraló állomások között
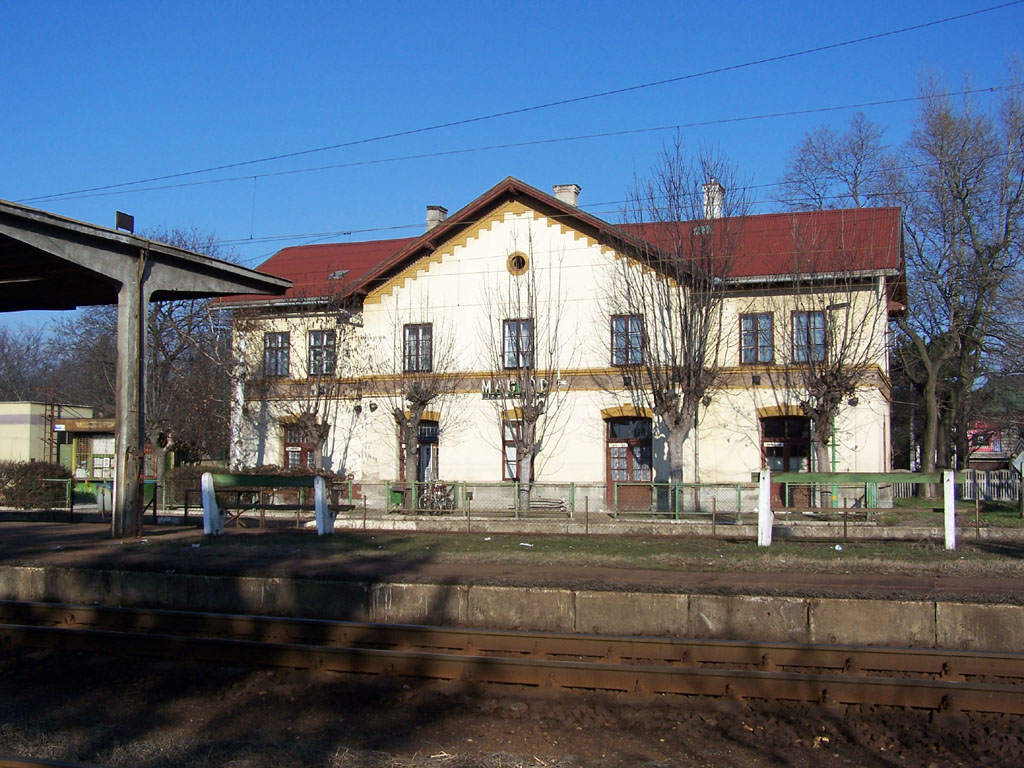
Maglód
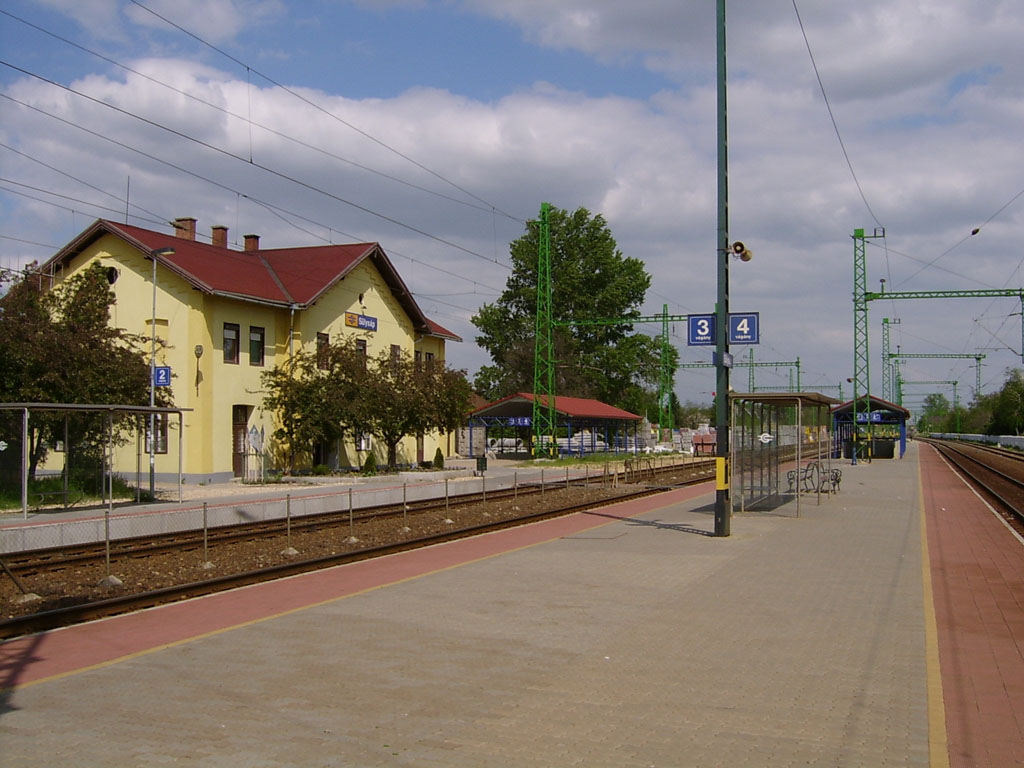
A felújított sülysápi állomás
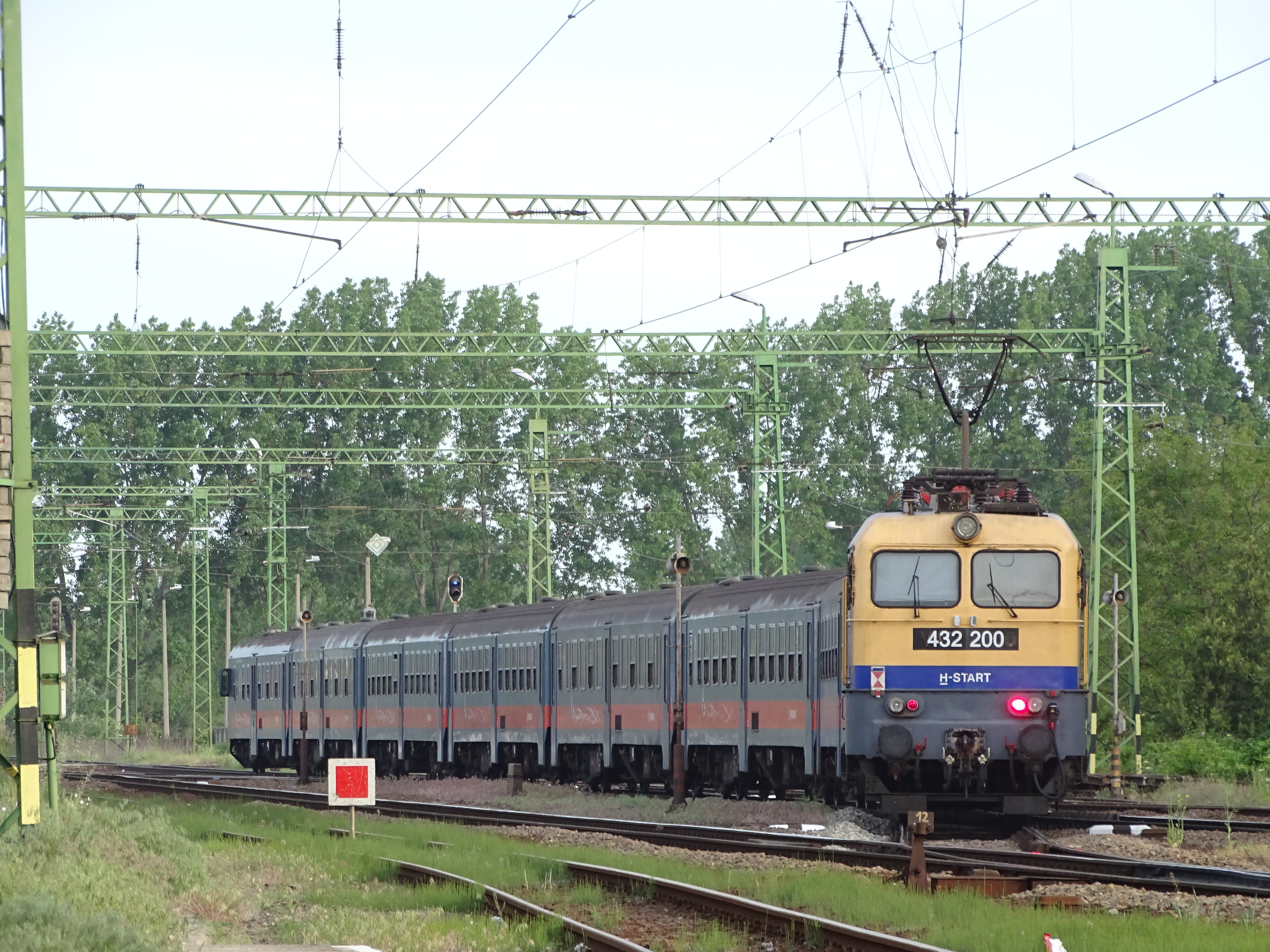
Hajnali S60-as személyvonat indul Nagykátáról
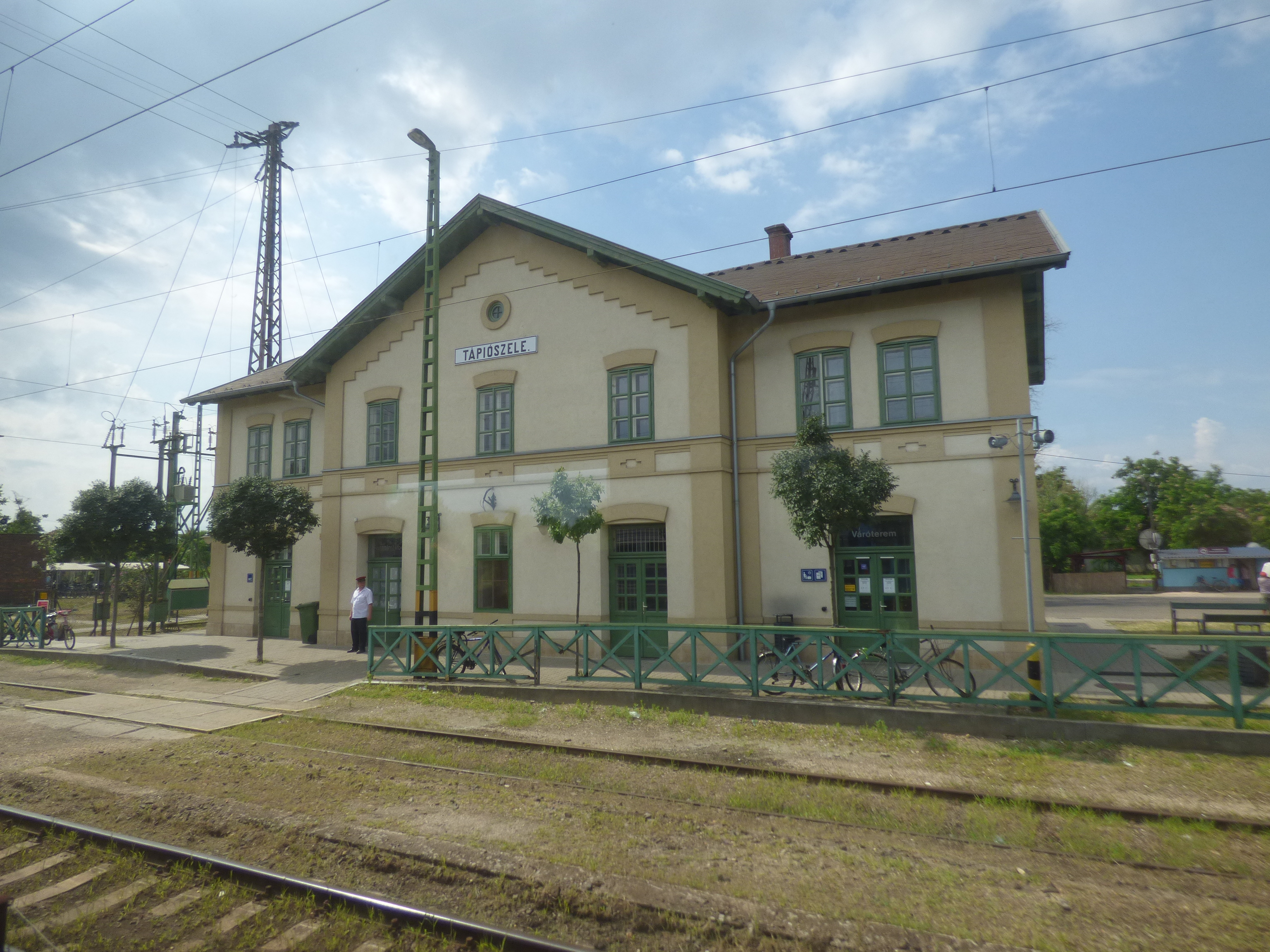
Tápiószele
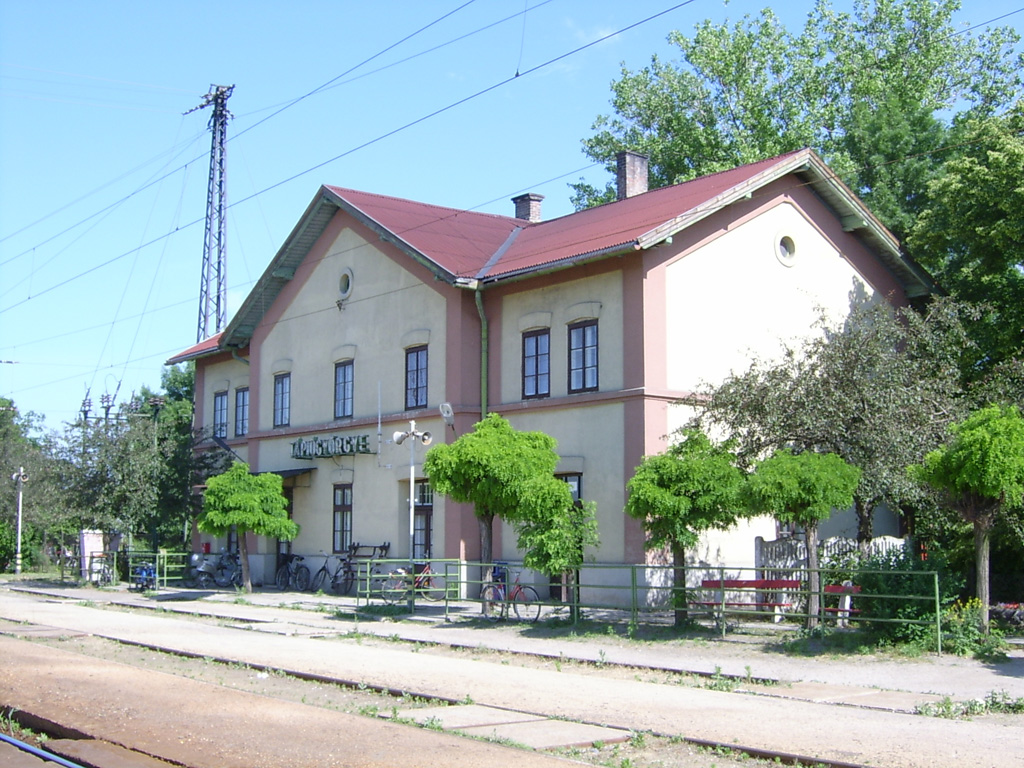
A vonalra jellemző állomásépület: Tápiógyörgye
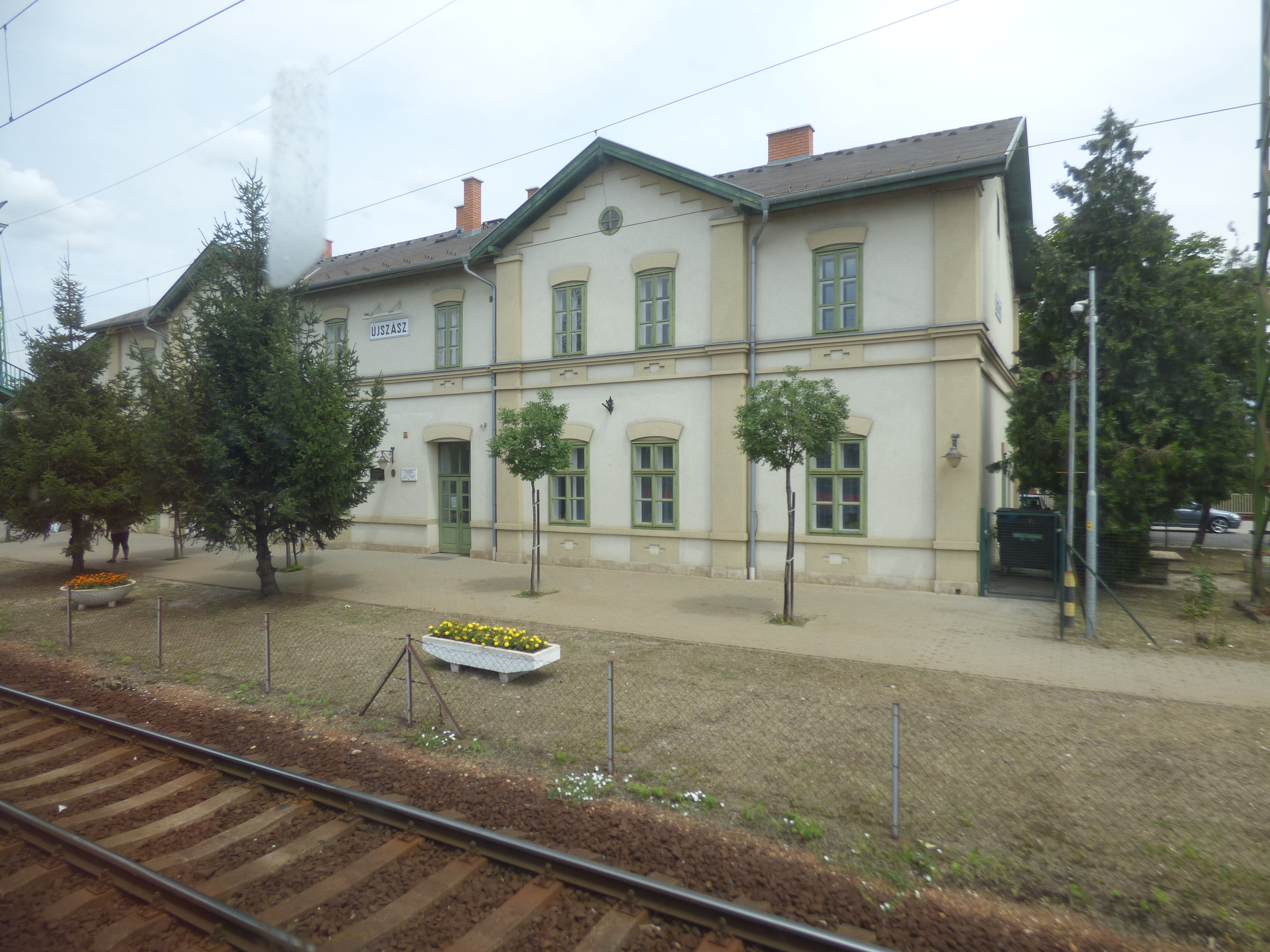
Újszász
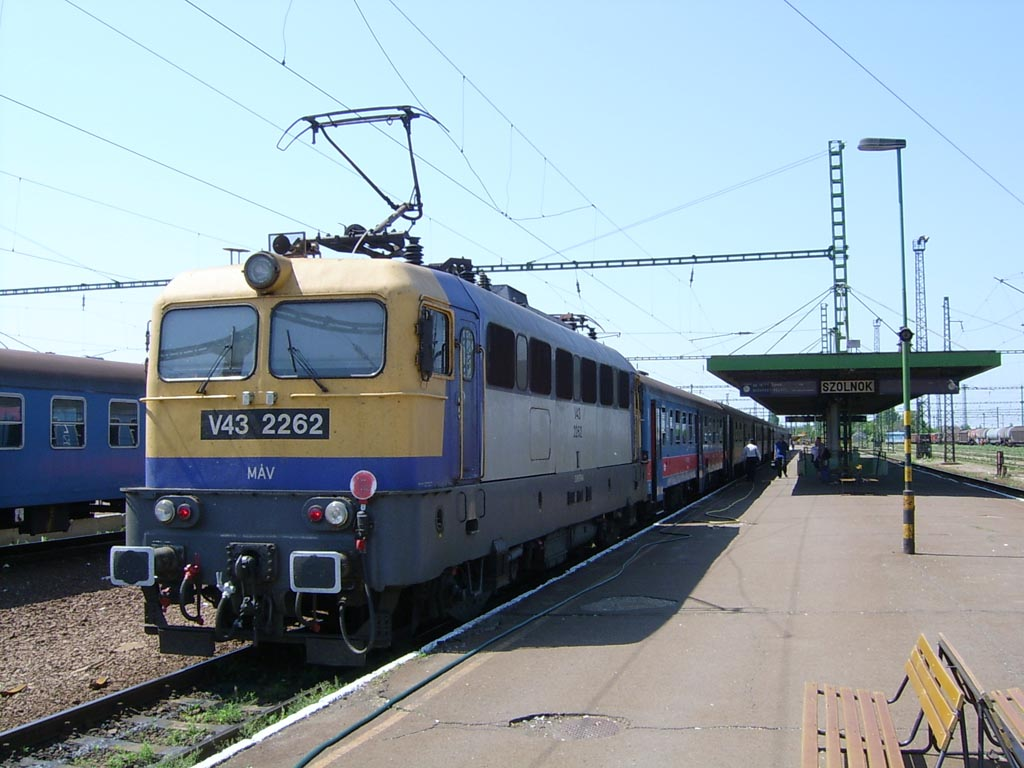
A szolnoki végállomáson

## Balesetek
A mendei vasúti baleset 1968. december 22-én 17.00 órakor történt Pusztaszentistván megállóhelynél. A Keleti pályaudvarról Békéscsabára közlekedő 6616/a számú gyorsított személyvonat, melyet a 424 141 sorozatú gőzmozdonya vontatott, frontálisan ütközött az M62 056 pályaszámú mozdonnyal továbbított 5565 számú tehervonattal. A személyvonat mozdonya és 2 kocsija, a tehervonat mozdonya és 13 kocsija siklott ki. A balesetben összesen 43 fő halt meg, köztük a gőzmozdony tüzelő fűtője is, akit a kiömlő szén rányomott a tűzszekrényre (maradványait csak másnapra tudták kiszabadítani), valamint a személyvonat vezetője is (aki az első kocsiban utazott) a halálos áldozatok között volt. (Őt induláskor sokan hangosan kritizálták, mert az elsőnek besorozott termes kocsi egyik felét – a szabályok szerint egyébként helyesen – lefoglalta magának, így az üresen maradt – ezzel akaratlanul is további áldozatokat megmentve.) A balesetben 60 fő sérült meg kisebb-nagyobb mértékben.

## Érdekességek
A vasútvonal virtuálisan bejárható a Microsoft Train Simulator programban a legújabb verziójú Alföld pálya kiegészítővel Rőfi Ákos jóvoltából.